# Сіонські ворота
Сіонські ворота, Ворота Давида — (івр. שער ציון, Scha'ar Zion) — одні з восьми воріт стіни старого міста Єрусалима побудовані у 1540 році Сулейманом Пишним, у часи створення оборонної стіни навколо міста.

## Розташування
Ворота відкривають дорогу із юдейського кварталу півдня міста на дорогу до Хеврону. Ворота мають також іншу, арабські назви Bab Harat al-Yahud — "Ворота єврейського кварталу, чи Bab an-Nabi Dawud — «Ворота пророка Давида», оскільки поховання царя Давида за мусульманським переданням знаходиться на півдні на горі Сіон.
Дорога через ворота   входить у єврейський квартал. На зовнішній стороні воріт є: Вечірній зал незакінченої Вірменської церкви Святого Спасителя із залишками Будинку Каяфи, Cœnaculum  францисканський кластор Ad Cœnaculum, бенедиктинське абатство Успіння Діви (Dormition Abbey) і ряд християнських поховань.

## Історія назви
Назва «Сіонські ворота» вперше з'являється на середньовічних картах. Перша з яких є з 1150 року та зберігається у Франції. У Британському музеї є карту з початку 13-го століття, на якій був у списку ім'я Zion Gate (Porta Syon). До конструктивних особливостей воріт належить отвір, через який нападників можна було обливати киплячою водою.
Під час Палестинської війни 1947–1949 років ворота були місцем боїв, сліди від пострілів видно і зараз на воротах. На цьому місці під час війни за незалежність у 1948 році, єврейські підрозділи Пальмах  спробували прорватися через Ворота Давида до єврейського кварталу в Старому місті. Однак після перемоги йорданців,  ворота були закриті для євреїв до 1967 року, до часу коли після Шестиденної війни ізраїльтяни захопили місто.